# Championnats de France de gymnastique
Les championnats de France « Élite » de gymnastique, qui regroupent généralement la gymnastique artistique masculine, la gymnastique artistique féminine et la gymnastique rythmique simultanément, sont une compétition annuelle organisée par la fédération française de gymnastique. À l'issue de cette compétition, un titre de champion de France est décerné au meilleur gymnaste du concours général ainsi que des titres de champion de France sur chaque agrès.

## Éditions
Les Championnats de France sont fait en fonction de catégorie d'âge. Elles sont nommées de façons identiques mais les âges sont différents entre la GAM, la GAF et la GR.

## Séniors

### Concours général
| Année | Lieu                                  | Date                         | Vainqueurs du concours général individuel    | Vainqueurs du concours général individuel    | Vainqueurs du concours général individuel           | Résultats détaillés |
| Année | Lieu                                  | Date                         | GAM                                          | GAF                                          | GR                                                  | Résultats détaillés |
| ----- | ------------------------------------- | ---------------------------- | -------------------------------------------- | -------------------------------------------- | --------------------------------------------------- | ------------------- |
| 1891  |                                       |                              | Langrognet et Émile Scherb                   | -                                            | -                                                   |                     |
| 1892  |                                       |                              | Gaudier et Schitz                            | -                                            | -                                                   |                     |
| 1893  |                                       |                              | Boivin et Dourthe                            | -                                            | -                                                   |                     |
| 1894  |                                       |                              | Émile Scherb                                 | -                                            | -                                                   |                     |
| 1895  |                                       |                              | Pillot                                       | -                                            | -                                                   |                     |
| 1896  |                                       |                              | Marius Buttin et Leleu                       | -                                            | -                                                   |                     |
| 1897  |                                       |                              | Marius Buttin                                | -                                            | -                                                   |                     |
| 1898  |                                       |                              | Schmidt                                      | -                                            | -                                                   |                     |
| 1899  |                                       |                              | Alfred Vandeputte                            | -                                            | -                                                   |                     |
| 1900  |                                       |                              | Noël Bas                                     | -                                            | -                                                   |                     |
| 1901  |                                       |                              | Joseph Martinez et Gustave Sandras           | -                                            | -                                                   |                     |
| 1902  |                                       |                              | Marcel Lalu                                  | -                                            | -                                                   |                     |
| 1903  |                                       |                              | Joseph Martinez                              | -                                            | -                                                   |                     |
| 1904  |                                       |                              | Joseph Martinez                              | -                                            | -                                                   |                     |
| 1905  |                                       |                              | Georges Dejaeghere                           | -                                            | -                                                   |                     |
| 1906  |                                       |                              | Marcel Lalu                                  | -                                            | -                                                   |                     |
| 1907  |                                       |                              | Jules Rolland                                | -                                            | -                                                   |                     |
| 1908  |                                       |                              | Jules Rolland                                | -                                            | -                                                   |                     |
| 1909  |                                       |                              | Marcel Lalu                                  | -                                            | -                                                   |                     |
| 1910  |                                       |                              | Marco Torres et Joseph Martinez              | -                                            | -                                                   |                     |
| 1911  |                                       |                              | Marcel Lalu                                  | -                                            | -                                                   |                     |
| 1912  |                                       |                              | Émile Dumont                                 | -                                            | -                                                   |                     |
| 1913  |                                       |                              | Marco Torres                                 | -                                            | -                                                   |                     |
| 1914  |                                       |                              | Marco Torres                                 | -                                            | -                                                   |                     |
| 1915  |                                       |                              | Robert Aubry                                 | -                                            | -                                                   |                     |
| 1916  |                                       |                              | Compétition annulée                          | -                                            | -                                                   |                     |
| 1917  |                                       |                              | Compétition annulée                          | -                                            | -                                                   |                     |
| 1918  |                                       |                              | Compétition annulée                          | -                                            | -                                                   |                     |
| 1919  |                                       |                              | Compétition annulée                          | -                                            | -                                                   |                     |
| 1920  |                                       |                              | Compétition annulée                          | -                                            | -                                                   |                     |
| 1921  |                                       |                              | Arthur Garnier                               | -                                            | -                                                   |                     |
| 1922  |                                       |                              | Ernest Heeb                                  | -                                            | -                                                   |                     |
| 1923  |                                       |                              | Christian Wagner                             | H. Picard                                    | -                                                   |                     |
| 1924  |                                       |                              | Arthur Hermann                               | Marie Musso                                  | -                                                   |                     |
| 1925  |                                       |                              | Albert Séguin                                | Honorine Dulescluse                          | -                                                   |                     |
| 1926  |                                       |                              | François Gangloff                            | Honorine Dulescluse                          | -                                                   |                     |
| 1927  |                                       |                              | Ernest Heeb                                  | Honorine Dulescluse                          | -                                                   |                     |
| 1928  |                                       |                              | Armand Solbach                               | Madeleine Brossier                           | -                                                   |                     |
| 1929  |                                       |                              | Jean Larrouy                                 | Marcelle Courageux                           | -                                                   |                     |
| 1930  |                                       |                              | Armand Solbach                               | Marguerite Khim                              | -                                                   |                     |
| 1931  |                                       |                              | Alfred Krauss                                | Marcelle Courageux                           | -                                                   |                     |
| 1932  |                                       |                              | Georges Leroux                               | Renée Duvignac                               | -                                                   |                     |
| 1933  |                                       |                              | Georges Leroux                               | Marcelle Courageux                           | -                                                   |                     |
| 1934  |                                       |                              | Georges Leroux                               | Marcelle Courageux                           | -                                                   |                     |
| 1935  |                                       |                              | Maurice Rousseau                             | Marcelle Courageux                           | -                                                   |                     |
| 1936  |                                       |                              | Armand Walter                                | Marcelle Courageux                           | -                                                   |                     |
| 1937  |                                       |                              | Lucien Masset                                | Marguerite Lafitaux-Khim                     | -                                                   |                     |
| 1938  |                                       |                              | Lucien Masset                                | Françoise Martin-Lazzali                     | -                                                   |                     |
| 1939  |                                       |                              | Lucien Masset                                | Françoise Martin-Lazzali                     | -                                                   |                     |
| 1940  |                                       |                              | Gaston Murray                                | Compétition annulée                          | -                                                   |                     |
| 1941  |                                       |                              | Compétition annulée                          | Compétition annulée                          | -                                                   |                     |
| 1942  |                                       |                              | Amédé Dosjoub                                | Henriette Priaud-Delacourt                   | -                                                   |                     |
| 1943  |                                       |                              | Alphonse Anger                               | Henriette Priaud-Delacourt                   | -                                                   |                     |
| 1944  |                                       |                              | Compétition annulée                          | Compétition annulée                          | -                                                   |                     |
| 1945  |                                       |                              | André Weingand                               | Lydia Bonacina                               | -                                                   |                     |
| 1946  |                                       |                              | André Weingand                               | Jeanine Vapaille                             | -                                                   |                     |
| 1947  |                                       |                              | André Weingand                               | Jeanine Vapaille                             | -                                                   |                     |
| 1948  |                                       |                              | André Weingand                               | Jeanine Touchard-Vapaille                    | -                                                   |                     |
| 1949  |                                       |                              | André Weingand                               | Jeanette Vogelbacher                         | -                                                   |                     |
| 1950  |                                       |                              | Raymond Dot                                  | Jeanette Vogelbacher                         | -                                                   |                     |
| 1951  |                                       |                              | Raymond Dot                                  | Jeanette Vogelbacher                         | -                                                   |                     |
| 1952  |                                       |                              | André Weingand                               | Alexandra Ferenc-Lemoine                     | -                                                   |                     |
| 1953  |                                       |                              | Raymond Dot                                  | Alexandra Ferenc-Lemoine                     | -                                                   |                     |
| 1954  |                                       |                              | Raymond Dot                                  | Danielle Sicot                               | -                                                   |                     |
| 1955  |                                       |                              | Michel Mathiot                               | Danielle Sicot                               | -                                                   |                     |
| 1956  |                                       |                              | Michel Mathiot                               | Danielle Sicot                               | -                                                   |                     |
| 1957  |                                       |                              | Raymond Dot                                  | Danielle Coulon-Sicot                        | -                                                   |                     |
| 1958  |                                       |                              | Compétition annulée                          | Compétition annulée                          | -                                                   |                     |
| 1959  |                                       |                              | Jean Jaillard                                | Danielle Coulon-Sicot                        | -                                                   |                     |
| 1960  |                                       |                              | Robert Caymaris                              | Jacqueline Dieudonné                         | -                                                   |                     |
| 1961  |                                       |                              | Jean Guillou                                 | Jacqueline Dieudonné                         | -                                                   |                     |
| 1962  |                                       |                              | Mohamed Lazhari                              | Jacqueline Dieudonné                         | -                                                   |                     |
| 1963  |                                       |                              | Jean Guillou                                 | Monique Baelden                              | -                                                   |                     |
| 1964  |                                       |                              | Michel Bouchonnet                            | Monique Baelden                              | -                                                   |                     |
| 1965  |                                       |                              | Christian Deuza                              | Évelyne Letourneur                           | -                                                   |                     |
| 1966  |                                       |                              | Michel Bouchonnet                            | Jacqueline Brisepierre                       | -                                                   |                     |
| 1967  |                                       |                              | Christian Guiffroy                           | Évelyne Letourneur                           | -                                                   |                     |
| 1968  |                                       |                              | Christian Guiffroy                           | Mireille Cayre                               | Anne-Marie Estivin                                  |                     |
| 1969  |                                       |                              | Christian Guiffroy                           | Dominique Lauvard                            | Marceline Mouren                                    |                     |
| 1970  |                                       |                              | Christian Deuza                              | Nicole Desanti-Bourdiau                      | Marceline Mouren                                    |                     |
| 1971  |                                       |                              | Bernard Farjat                               | Mireille Cayre                               | Josette Pinon                                       |                     |
| 1972  |                                       |                              | Henry Boério                                 | Mireille Cayre                               | Patricia Vanauld                                    |                     |
| 1973  |                                       |                              | Henry Boério                                 | Pascale Hermant                              | Patricia Vanauld                                    |                     |
| 1974  |                                       |                              | Henry Boério                                 | Nadine Audin                                 | Josette Pinon-Bellanger                             |                     |
| 1975  |                                       |                              | Henry Boério                                 | Nadine Audin                                 | Patricia Vanauld                                    |                     |
| 1976  |                                       |                              | Henry Boério                                 | Nadine Audin                                 | Catherine Féraud                                    |                     |
| 1977  |                                       |                              | Henry Boério                                 | Nadine Audin                                 | Catherine Féraud                                    |                     |
| 1978  |                                       |                              | Michel Boutard                               | Martine Pidoux                               | Catherine Féraud                                    |                     |
| 1979  |                                       |                              | Michel Boutard                               | Valérie Fiandrino                            | Catherine Féraud                                    |                     |
| 1980  |                                       |                              | Willy Moy                                    | Valérie Fiandrino                            | Martine Vital                                       |                     |
| 1981  |                                       |                              | Michel Boutard                               | Corinne Ragazzacci                           | Martine Vital-Fournier                              |                     |
| 1982  |                                       |                              | Laurent Barbiéri                             | Corinne Ragazzacci                           | Bénédicte Augst                                     |                     |
| 1983  |                                       |                              | Jean-Luc Cairon                              | Corinne Ragazzacci                           | Bénédicte Augst                                     |                     |
| 1984  |                                       |                              | Jean-Luc Cairon                              | Corinne Ragazzacci                           | Annette Walle                                       |                     |
| 1985  |                                       |                              | Laurent Barbiéri                             | Véronique Guillemot                          | Annette Walle                                       |                     |
| 1986  |                                       |                              | Laurent Barbiéri                             | Karine Boucher                               | Annette Walle                                       |                     |
| 1987  |                                       |                              | Jean-Luc Cairon                              | Karine Boucher                               | Annette Walle, Stéphanie Cottel et Emmanuelle Serre |                     |
| 1988  |                                       |                              | Stéphane Cauterman                           | Karine Boucher                               | Stéphanie Cottel                                    |                     |
| 1989  |                                       |                              | Stéphane Cauterman                           | Karine Mermet                                | Aurore Retuerto                                     |                     |
| 1990  |                                       |                              | Patrice Casimir                              | Karine Mermet                                | Stéphanie Cottel                                    |                     |
| 1991  |                                       |                              | Jean-Claude Legros                           | Karine Mermet                                | Chrystelle Sahuc                                    |                     |
| 1992  | Brest                                 | 21 juin                      | Fabrice Guelzec                              | Chloé Maigre                                 | Chrystelle Sahuc                                    |                     |
| 1993  |                                       |                              | Patrice Casimir                              | Élodie Lussac                                | Éva Serrano                                         |                     |
| 1994  |                                       |                              | Frédéric Lemoine                             | Élodie Lussac et Laëtitia Bégué              | Éva Serrano                                         |                     |
| 1995  |                                       |                              | Patrice Casimir                              | Isabelle Sévérino                            | Éva Serrano                                         |                     |
| 1996  |                                       |                              | Éric Casimir                                 | Laëtitia Bégué                               | Éva Serrano                                         |                     |
| 1997  |                                       |                              | Dimitri Karbanenko                           | Elvire Teza                                  | Éva Serrano                                         |                     |
| 1998  |                                       |                              | Yann Cucherat                                | Ludivine Furnon                              | Éva Serrano                                         |                     |
| 1999  |                                       |                              | Yann Cucherat                                | Ludivine Furnon                              | Amélie Villeneuve                                   |                     |
| 2000  |                                       |                              | Yann Cucherat                                | Elvire Teza                                  | Aurélie Lacour                                      |                     |
| 2001  |                                       |                              | Florent Marée                                | Clélia Coutzac                               | Aurélie Lacour                                      |                     |
| 2002  |                                       |                              | Yann Cucherat                                | Estelle Courivaud                            | Aurélie Lacour                                      |                     |
| 2003  | Albertville                           | 5 avril                      | Benoît Caranobe                              | Marine Debauve                               | Aurélie Lacour                                      | lien                |
| 2004  | Le Mans                               | 3 - 4 avril                  | Benoît Caranobe                              | Coralie Chacon                               | Delphine Ledoux                                     | lien                |
| 2005  | Metz                                  | 2 - 3 avril                  | Yann Cucherat                                | Marine Debauve                               | Delphine Ledoux                                     | lien                |
| 2006  | Nantes                                | 1 avril                      | Raphaël Wignanitz                            | Rose-Éliandre Bellemare                      | Delphine Ledoux                                     | lien                |
| 2007  | Toulouse                              | 7 - 8 avril                  | Dimitri Karbanenko                           | Katheleen Lindor                             | Delphine Ledoux                                     | lien                |
| 2008  | Toulon                                | 14 - 15 juin                 | Dimitri Karbanenko                           | Pauline Morel                                | Delphine Ledoux                                     | lien                |
| 2009  | Liévin                                | 29 - 31 mai                  | Benoît Caranobe                              | Marine Petit                                 | Delphine Ledoux                                     | lien                |
| 2010  | Albertville                           | 21 - 23 mai                  | Hamilton Sabot                               | Marine Brevet                                | Delphine Ledoux                                     | lien                |
| 2011  | Toulouse                              | 20 - 22 mai                  | Cyril Tommasone                              | Marine Petit                                 | Delphine Ledoux                                     | lien                |
| 2012  | Nantes                                | 9 - 10 juin                  | Pierre-Yves Bény                             | Anne Kuhm                                    | Delphine Ledoux                                     | lien                |
| 2013  | Mulhouse                              | 23 - 24 mars                 | Arnaud Willig                                | Valentine Sabatou                            | Kseniya Moustafaeva                                 | lien                |
| 2014  | Agen                                  | 5 - 6 avril                  | Kévin Antoniotti                             | Youna Dufournet                              | Kseniya Moustafaeva                                 |                     |
| 2015  | Rouen (GA) Bourgoin-Jaillieu (GR)     | 14 - 15 mars                 | Axel Augis                                   | Loan His                                     | Kseniya Moustafaeva                                 |                     |
| 2016  | Mulhouse (GA) Montpellier (GR)        | 18 - 19 juin 9 - 10 avril    | Julien Gobaux                                | Marine Boyer                                 | Kseniya Moustafaeva                                 |                     |
| 2017  | Les Ponts-de-Cé (GA) Pfastatt (GR)    | 27-28 mai 2017 1er - 2 avril | Zachari Hrimèche                             | Mélanie de Jesus dos Santos                  | Kseniya Moustafaeva                                 |                     |
| 2018  | Caen (GA) Rodez (GR)                  | 19 - 20 mai 21 - 22 avril    | Julien Gobaux                                | Mélanie de Jesus dos Santos                  | Axelle Jovenin                                      |                     |
| 2019  | Saint-Brieuc (GA) Créteil (GR)        | 8 - 9 juin 13 - 14 avril     | Loris Frasca                                 | Mélanie de Jesus dos Santos                  | Célia Joseph-Noël (en)                              |                     |
| 2020  | Lyon                                  | 13 - 14 juin                 | Annulés en raison de la pandémie de Covid-19 | Annulés en raison de la pandémie de Covid-19 | Annulés en raison de la pandémie de Covid-19        |                     |
| 2021  | Mouilleron-le-Captif (GA) Calais (GR) | 5 - 6 juin 22 - 23 mai       | Julien Gobaux                                | Carolann Héduit                              | Maëlle Millet                                       |                     |
| 2022  | Élancourt (GA) Calais (GR)            | 8 - 10 juillet 27 - 28 mai   | Paul Degouy                                  | Carolann Héduit                              | Maëlle Millet                                       |                     |
| 2023  | Saint-Brieuc (GA) Mulhouse (GR)       | 15 - 17 juin 26 - 28 mai     | Benjamin Osberger                            | Djenna Laroui                                | Maëlle Millet                                       |                     |
| 2024  | Lyon                                  | 7 - 9 juin                   | Léo Saladino                                 | Mélanie de Jesus dos Santos                  | Hélène Karbanov                                     |                     |
| 2025  | Agen (GA) Paris (GR)                  | 18 - 20 avril 23 - 25 mai    | Léo Saladino                                 | Lorette Charpy                               | Maëna Millon                                        |                     |

### Finales par agrès GAM
Jusqu'en 2022, les finales par agrès étaient communes entre les séniors et les juniors. Ensuite elles sont effectuées séparément.
| Année | Saut                                         | Sol                                          | Cheval d'arçon                               | Anneaux                                      | Barres parallèles                            | Barre fixe                                   |
| ----- | -------------------------------------------- | -------------------------------------------- | -------------------------------------------- | -------------------------------------------- | -------------------------------------------- | -------------------------------------------- |
| 2012  | Raphaël Wignanitz                            | Gaël Da Silva                                | Cyril Tommasone                              | Danny Rodrigues                              | Hamilton Sabot                               | Hamilton Sabot                               |
| 2013  | Julien Gobaux                                | Jim Zona                                     | Cyril Tommasone                              | Samir Aït Saïd                               | Kévin Antoniotti                             | Arnaud Willig                                |
|       |                                              |                                              |                                              |                                              |                                              |                                              |
| 2019  |                                              |                                              |                                              |                                              |                                              |                                              |
| 2020  | Annulés en raison de la pandémie de Covid-19 | Annulés en raison de la pandémie de Covid-19 | Annulés en raison de la pandémie de Covid-19 | Annulés en raison de la pandémie de Covid-19 | Annulés en raison de la pandémie de Covid-19 | Annulés en raison de la pandémie de Covid-19 |
| 2021  | Paul Degouy                                  | Jim Zona                                     | Cyril Tommasone                              | Mathias Philippe                             | Mathias Philippe                             | Paul Degouy                                  |
| 2022  | Evan Cachau                                  | Nicolas Diez (U18)                           | Justin Labro (U18)                           | Paco Fernandes (U18)                         | Paul Degouy                                  | Anthony Mansard (U16)                        |
| 2023  | Lorenzo Sainte Rose                          | Bastien Eloy                                 | Benjamin Osberger                            | Samir Aït Said                               | Kévin Carvalho                               | Kévin Carvalho                               |
| 2024  | Nicolas Diez                                 | Bastien Eloy                                 | Cyril Tommasone                              | Paco Fernandes                               | Kévin Carvalho                               | Dimitri Florent Mathys Cordule               |
| 2025  | Nicolas Diez                                 | Nicolas Diez                                 | Benjamin Osberger                            | Samir Aït Said                               | Léo Saladino                                 | Loris Frasca                                 |

### Finales par agrès GAF
Jusqu'en 2022, les finales par agrès étaient communes entre les séniors et les juniors. Ensuite elles sont effectuées séparément, il est donc précisé dans le tableau (Jr) si la gymnaste est plus jeune.
| Année | Saut                                         | Barres asymétrique                           | Poutre                                       | Sol                                          |
| ----- | -------------------------------------------- | -------------------------------------------- | -------------------------------------------- | -------------------------------------------- |
| 2012  | Anne Kuhm                                    | Youna Dufournet                              | Anne Kuhm                                    | Marine Brevet                                |
| 2013  | Valentine Sabatou                            | Louise Vanhille (Jr)                         | Mira Boumejmajen                             | Claire Martin                                |
| 2014  | Coline Devillard                             | Youna Dufournet                              | Youna Dufournet                              | Anne Khum                                    |
| 2015  | Camille Bahl                                 | Louise Vanhille                              | Marine Boyer (Jr)                            | Loan His                                     |
| 2016  | Coline Devillard                             | Loan His                                     | Marine Boyer                                 | Juliette Bossu                               |
| 2017  | Célia Serber (Jr)                            | Lorette Charpy                               | Marine Boyer                                 | Marine Boyer Juliette Bossu                  |
| 2018  | Morgane Osyssek                              | Mélanie de Jesus dos Santos                  | Lorette Charpy                               | Mélanie de Jesus dos Santos                  |
| 2019  | Coline Devillard                             | Juliette Bossu                               | Mélanie de Jesus dos Santos                  | Mélanie de Jesus dos Santos                  |
| 2020  | Annulés en raison de la pandémie de Covid-19 | Annulés en raison de la pandémie de Covid-19 | Annulés en raison de la pandémie de Covid-19 | Annulés en raison de la pandémie de Covid-19 |
| 2021  | Coline Devillard                             | Kaylia Nemour (Jr)                           | Carolann Héduit                              | Carolann Héduit                              |
| 2022  | Aline Friess                                 | Aline Friess                                 | Morgane Osyssek                              | Aline Friess                                 |
| 2023  | Coline Devillard                             | Mélanie de Jesus dos Santos                  | Marine Boyer                                 | Sheyen Petit                                 |
| 2024  | Ming Gherardi                                | Mélanie de Jesus dos Santos                  | Mélanie de Jesus dos Santos                  | Rosane Dubard-Berby                          |
| 2025  | Ming Gherardi                                | Ming Gherardi                                | Morgane Osyssek                              | Ming Gherardi                                |

### Finales par engins en GR
| Année | Cerceau                                      | Ballon                                       | Massues                                      | Ruban                                        |
| ----- | -------------------------------------------- | -------------------------------------------- | -------------------------------------------- | -------------------------------------------- |
| 2012  | Delphine Ledoux                              | Delphine Ledoux                              | Delphine Ledoux                              | Delphine Ledoux                              |
| 2013  | Kseniya Moustafaeva                          | Kseniya Moustafaeva                          | Kseniya Moustafaeva                          | Kseniya Moustafaeva                          |
|       |                                              |                                              |                                              |                                              |
| 2017  | Kseniya Moustafaeva                          | Kseniya Moustafaeva                          | Kseniya Moustafaeva                          | Kseniya Moustafaeva                          |
| 2018  | Célia Joseph-Noël (en) (Jr)                  | Maëna Millon (Jr)                            | Axelle Jovenin                               | Célia Joseph-Noël (en)(Jr)                   |
| 2019  | Célia Joseph-Noël (en)                       | Manelle Inaho                                | Maëlle Millet (Jr)                           | Lily Ramonatxo (Jr)                          |
| 2020  | Annulés en raison de la pandémie de Covid-19 | Annulés en raison de la pandémie de Covid-19 | Annulés en raison de la pandémie de Covid-19 | Annulés en raison de la pandémie de Covid-19 |
| 2021  | Hélène Karbanov                              | Hélène Karbanov                              | Hélène Karbanov                              | Hélène Karbanov                              |
| 2022  | Lily Ramonatxo                               | Lily Ramonatxo                               | Hélène Karbanov                              | Lily Ramonatxo                               |
| 2023  | Maëlle Millet                                | Hélène Karbanov                              | Hélène Karbanov                              | Maëlle Millet                                |
| 2024  | Maëlle Millet                                | Maëlle Millet                                | Lily Ramonatxo                               | Maëlle Millet                                |
| 2025  | Maëna Millon                                 | Margot Tran                                  | Lily Ramonatxo                               | Lily Ramonatxo                               |

## Junior
| Année | Vainqueurs du concours général individuel    | Vainqueurs du concours général individuel | Vainqueurs du concours général individuel | Vainqueurs du concours général individuel |
| ----- | -------------------------------------------- | ----------------------------------------- | ----------------------------------------- | ----------------------------------------- |
|       | GAM U18                                      | GAM U16                                   | GAF                                       | GR                                        |
| 2012  |                                              |                                           |                                           |                                           |
| 2013  |                                              |                                           | Louise Vanhille                           |                                           |
| 2014  |                                              |                                           | Loan His                                  |                                           |
| 2015  |                                              |                                           | Lorette Charpy                            |                                           |
| 2016  |                                              |                                           | Lorette Charpy                            |                                           |
| 2017  | Quentin Bègue                                | Quentin Bègue                             | Célia Serber                              | Valérie Romenski                          |
| 2018  | Julien Maréchal                              | Léo Saladino                              | Célia Serber                              | Célia Joseph-Noël (en)                    |
| 2019  | Benjamin Osberger                            | Arthur Nogier                             | Alizée Letrange-Mouakit                   | Helene Karbanov (en)                      |
|       | Annulés en raison de la pandémie de Covid-19 |                                           |                                           |                                           |
| 2021  | Axel Brèche                                  | Romain Cavallaro                          | Rosane Dubard-Berby                       | Margot Tran                               |
| 2022  | Lorenzo Sainte Rose                          | Anthony Mansard                           | Lilou Viallat                             | Chloé Ineze                               |
| 2023  | Romain Cavallaro                             | Naël Sakouhi                              | Lilou Viallat                             | Léna Kieffer                              |
| 2024  | Anthony Mansard                              | Tom Jolivet                               | Elena Colas                               | Yseult Zavagno                            |
| 2025  | Naël Sakouhi                                 | Tom Jolivet                               | Elena Colas                               | Yseult Zavagno                            |

### Compétition par agrès GAM
A partir de l'édition de 2023, des finales par agrès spécifiques aux juniors sont organisées. Elles sont communes aux gymnastes U18 et U16, mais également accessible aux garçons de la catégorie Espoir.
| Année | Saut                  | Sol                  | Cheval d'arçon       | Anneaux          | Barres parallèles  | Barre fixe                    |
| ----- | --------------------- | -------------------- | -------------------- | ---------------- | ------------------ | ----------------------------- |
| 2023  | Rubens Borges Correia | Pierre Cassam Chenaï | Elias Brèche (U16)   | Romain Cavallaro | Naël Sakouhi (U16) | Naël Sakouhi (U16)            |
| 2024  | Karim Mangala-Bima    | Anthony Mansard      | Leroy Traoré-Malatré | Elias Brèche     | Anthony Mansard    | Anthony Mansard               |
| 2025  | Naël Sakouhi          | Antonin Delaye       | Paul Liger           | Naël Sakouhi     | Antonin Delaye     | Tyler Traoré-Malatré (Esp 14) |

### Compétition par agrès GAF
A partir de l'édition de 2023, des finales par agrès spécifiques aux juniors sont organisées.
| Année | Saut          | Barres asymétrique | Poutre        | Sol           |
| ----- | ------------- | ------------------ | ------------- | ------------- |
| 2023  | Ming Gherardi | Romane Hamelin     | Lilou Viallat | Lilou Viallat |
| 2024  | Lilly Havard  | Elena Colas        | Maïana Prat   | Elena Colas   |
| 2025  | Elena Colas   | Elena Colas        | Maïana Prat   | Elena Colas   |

## Espoir
|      | Vainqueurs du concours général individuel    | Vainqueurs du concours général individuel | Vainqueurs du concours général individuel | Vainqueurs du concours général individuel | Vainqueurs du concours général individuel |
| ---- | -------------------------------------------- | ----------------------------------------- | ----------------------------------------- | ----------------------------------------- | ----------------------------------------- |
|      | GAM 14 ans                                   | GAM 13 ans                                | GAF 13 ans                                | GAF 12 ans                                | GR                                        |
| 2012 |                                              |                                           | Marine Boyer                              | Marine Boyer                              |                                           |
| 2015 |                                              |                                           | Alisson Lapp                              | Julia Forestier                           |                                           |
| 2016 |                                              |                                           | Julia Forestier                           | Alizée Letrange-Mouakit                   |                                           |
| 2017 | Arthur Ballon                                | Arthur Ballon                             | Alizée Letrange-Mouakit                   | Taïs Boura                                | Athénais Klapczynski                      |
| 2018 | Hugo Carmona                                 | Romain Cavallaro                          | Taïs Boura                                | Taïs Boura                                | Janène Carilien                           |
| 2019 | Romain Cavallaro                             | Amine Zekri-Bourlett                      | Kaylia Nemour                             | Ambre Frotté                              | Margot Tran                               |
|      | Annulés en raison de la pandémie de Covid-19 |                                           |                                           |                                           |                                           |
| 2021 | Karim Mangala-Bima                           | Ruddly Bordelais-Maisonnable              | Lilou Viallat                             | Noélie Ayuso                              | Léna Kieffer                              |
| 2022 | Ruddly Bordelais-Maisonnable                 | Hugo Jeanperrin                           | Astria Nélo                               | Elena Colas                               | Laly Pouvreaux                            |
| 2023 | Hugo Jeanperrin                              | Maël Atamna                               | Elena Colas                               | Jordane Bayer                             | Algara Kochankova                         |
| 2024 | Maël Atamna                                  | Tyler Traoré-Malatré                      | Caly Chayani                              | Louane Plisson                            | Mohini Yoshioka                           |
| 2025 | Aymeric Francius                             | Tiléo Santucci                            | Lilou Marliac                             | Melayna Legrand                           | Tahis Kakuta                              |